# Чемпион мира (фильм, 2021)
«Чемпио́н ми́ра» — российская историческая спортивная драма 2021 года режиссёра Алексея Сидорова. Фильм рассказывает о шахматном поединке за звание чемпиона мира между советским гроссмейстером и действующим на тот момент чемпионом мира Анатолием Карповым и гроссмейстером-претендентом, диссидентом Виктором Корчным. Матч состоялся с 18 июля по 18 октября 1978 года в городе-курорте Багио на Филиппинах.
Премьерный показ фильма состоялся 22 декабря 2021 года в московском кинотеатре «Октябрь». В широкий прокат в России фильм вышел 30 декабря 2021 года. Цифровой релиз спортивной драмы состоялся 10 февраля 2022 года в российском онлайн-кинотеатре Premier.
Сценарий картины основан на реальных исторических событиях со значительными элементами вымысла.

## Сюжет
1961 год. СССР. Гроссмейстер Виктор Корчной даёт сеанс одновременной игры в городе Златоусте. Он спрашивает у 10-летнего Толи Карпова, почему тот не взял подставленного гроссмейстером ферзя. Мальчик убеждённо отвечает: «Неспортивно. Вы же зевнули». Делая ход ферзём, Корчной назидательно изрекает: «Дружочек, чемпионы ошибок не прощают. Ну вот, теперь у тебя безнадёжно».
1974 год. Заканчивается вничью последняя, 24-я, партия финального матча претендентов Карпов — Корчной. Карпов побеждает в матче со счётом 3:2 при 19 ничьих. Президент ФИДЕ Макс Эйве объявляет, что Карпов бросит вызов чемпиону мира Роберту Фишеру. Однако Фишер выставляет такие условия, которые Международная федерация шахмат не может принять; ликующий директор Центрального шахматного клуба Виктор Батуринский приносит Карпову телеграмму Эйве, в которой сообщается, что он официально объявлен чемпионом мира по шахматам. Анатолий ошеломлён и разочарован, он жаждал сыграть с Фишером, но по просьбе собравшихся показывает на камеру свою радость.
Случайно услышав, как его назвали «бумажным чемпионом», у которого не было бы шансов против Фишера, Карпов решает доказать всем обратное. В течение двух следующих лет он с блеском выигрывает турнир за турниром. Чемпион тайно встречается с Фишером на острове Свети-Стефан, но у них не получается договориться о проведении матча. Явно симпатизирующий Анатолию Фишер говорит, что Карпов обязан продвинуться как никогда дальше, и на прощание дарит ему гравюру с известной картины Морица Ретча «Шахматисты», на которой человек играет с дьяволом.
Перед зарубежным турниром Корчной даёт интервью, где уничижительно отзывается о Карпове. Его вызывают в Спорткомитет СССР, где председатель Градов и его помощник обвиняют гроссмейстера в дискредитации советской шахматной школы и припоминают другие его грехи. У кассы Спорткомитета Корчной узнаёт, что ему урезали гроссмейстерскую стипендию — с 300 до 200 рублей.
1976 год. После окончания шахматного турнира в Голландии Корчной заходит в полицейский участок Амстердама, где просит политического убежища.
1977 год. В матчах претендентов Виктор Корчной, неожиданно заигравший как никогда прежде, побеждает одного за другим советских гроссмейстеров Тиграна Петросяна, Льва Полугаевского и Бориса Спасского. Карпов категорически отвергает предложение министра спорта Градова отказаться от игры с Корчным, чтобы не рисковать поражением советского гроссмейстера в матче с «предателем и отщепенцем». Супруга Карпова, балерина Вероника, рассказывает, что её перевели из кордебалета в первые солистки, и уговаривает мужа принять предложение Градова. Карпов понимает, что её подкупили, и тотчас объявляет, что расходится с ней.
Карпов является на заседание Спорткомитета и вполголоса заявляет Градову, что соберёт свою команду и разгромит Корчного. Градов публично объявляет, что Карпов принял вызов претендента, но вполголоса обещает, что в случае проигрыша сотрёт Анатолия в порошок. Врачи сообщают Карпову неутешительную весть: его отец безнадёжно болен, ему осталось жить около двух месяцев.
1978 год. Карпов и его команда улетают в филиппинский город Багио. Матч получается очень грязным, обе стороны обвиняют друг друга во всех грехах. Корчной на пресс-конференции требует вырезать из головы Карпова электроды, на которые ему телепатически транслируются правильные ходы, является к игровому столу со счётчиком Гейгера и даже приводит на игру в составе своей группы телепата и индийских йогов. Батуринский заявляет, что йоги состоят в террористической организации, полиция не пропускает их на следующую игру. Решив поговорить начистоту, Карпов приглашает соперника на тайную встречу на соревнованиях боевых петухов. Корчной с апломбом заявляет, что мировая шахматная корона по праву принадлежит ему: мол, наступила его очередь, но появился молодой выскочка и перехватил то, чего Виктор Львович ждал несколько десятилетий. Ночью чемпион мира находит в своём номере змею, к тому же кто-то переставил будильник; команда решает перебраться в отдельный дом. Отцу Анатолия становится всё хуже; от многомесячного пребывания в тропиках в разгар сезона дождей устаёт вся команда, над домом советской делегации по ночам кружит вертолёт, не давая шахматисту спать. Карпов катастрофически теряет концентрацию и, уже достигнув счёта 5:2, проигрывает три партии почти подряд (28-ю, 29-ю и 31-ю). Корчной ликует. Генсек Брежнев обещает Градову, что в случае проигрыша Карпова «опустит на дно» их обоих.
Чемпион мира берёт последний тайм-аут. В этот момент в Багио прилетает председатель Шахматной федерации СССР космонавт Виталий Севастьянов и, оценив общую удручённую атмосферу унылой безнадёжности, под свою ответственность увозит Карпова в Манилу, где Анатолий азартно болеет за сборную СССР по баскетболу в решающем матче чемпионата мира. Он сбрасывает гнетущее напряжение и впервые за долгое время нормально высыпается.
Карпов просыпается с уверенностью, что в 32-й партии Корчной, выигравший три из четырёх последних партий, не будет, играя чёрными, уравнивать игру и искать ничьей. Он постарается добить дрогнувшего чемпиона, для чего выберет, как он уже неоднократно делал прежде в аналогичных ситуациях, обоюдоострую защиту Пирца—Уфимцева. В 1964 году на турнире в Кисловодске малоизвестный венгерский мастер Дьюла Клюгер победил экс-чемпиона мира Михаила Таля, разыгравшего защиту Уфимцева, применив оригинальную стратегию в миттельшпиле. Анатолий помнит, что много лет назад, разбирая эту партию, нашёл за белых ещё более сильное продолжение. Но оно было настолько неожиданным, что сегодня он даже затрудняется вспомнить, каким именно…
Карпов звонит в Москву жене и просит её, несмотря на то, что в Москве ещё глубокая ночь, поехать к нему домой и разыскать в его архиве запись партии 14-летней давности. Часы уже включены, Карпов опаздывает к первому ходу, но зато он и его помощники — гроссмейстеры Юрий Балашов и Игорь Зайцев — успевают уже в машине, без доски, вслепую, буквально за десять минут вчерне проанализировать идею Карпова и выстроить примерный план на игру. «Ну, на словах красиво. Теперь сыграть». «Как вы это делаете?!» — восхищённо изумляется офицер госбезопасности, сидящий за рулём автомобиля, бешено несущегося по горным дорогам.
За доской Карпов блестяще реализует свой замысел. Ход в записи, найденной женой, не потребовался, но задал нужное стратегическое направление. Корчной попадает в жёсткий цейтнот: 2 минуты на 6 ходов. Претендент оказывается в ловушке и откладывает партию в безнадёжной позиции. На следующее утро президент ФИДЕ и главный судья приезжают в дом команды Карпова с официальным сообщением: Корчной сдался без доигрывания, Анатолий Карпов защитил звание чемпиона мира по шахматам. Советская делегация ликует. Карпов мирится с женой.
Главный судья матча по просьбе Карпова передаёт Корчному запечатанный пакет. В нём копия картины Рётча, полученная когда-то от Роберта Фишера, и короткая записка: «Спасибо за игру. А. Карпов»…

## В ролях
| Актёр                | Роль |
| -------------------- | --- |
| Иван Янковский       | Анатолий Карпов, советский гроссмейстер, двенадцатый чемпион мира                                                                 |
| Константин Хабенский | Виктор Корчной, бывший советский шахматист, гроссмейстер-«невозвращенец», выступавший под флагом ФИДЕ                             |
| Диана Пожарская      | Вероника, жена Анатолия Карпова (прототип — Ирина Куимова)                                                                        |
| Фёдор Добронравов    | Евгений Степанович Карпов, отец Анатолия Карпова                                                                                  |
| Лариса Шахворостова  | Нина Григорьевна Карпова, мать Анатолия Карпова                                                                                   |
| Даниил Колмогоров    | Анатолий Карпов в детстве |
| Владимир Вдовиченков | Павел Трофимович Градов, председатель Спорткомитета СССР (прототип — Сергей Павлов)                                               |
| Виктор Сухоруков     | Виктор Батуринский, директор Центрального шахматного клуба, руководитель команды Анатолия Карпова                                 |
| Михаил Тройник       | Юрий Балашов, гроссмейстер, секундант Анатолия Карпова                                                                            |
| Анатолий Кот         | Игорь Зайцев, гроссмейстер, тренер Анатолия Карпова                                                                               |
| Дмитрий Иосифов      | Михаил Таль, советский шахматист, восьмой чемпион мира, консультант Анатолия Карпова                                              |
| Владимир Зайцев      | Аранович психолог в команде Анатолия Карпова (прототип — психолог и гипнотизёр Владимир Зухарь)                                   |
| Виктор Добронравов   | Сергей Максимов, сотрудник КГБ СССР, ответственный за безопасность команды Анатолия Карпова в Багио (прототип — Владимир Пищенко) |
| Антон Богданов       | Василий Брыкин, повар команды Анатолия Карпова                                                                                    |
| Дмитрий Миллер       | Виталий Севастьянов, председатель Шахматной федерации СССР, лётчик-космонавт СССР                                                 |
| Александр Филиппенко | Леонид Брежнев, Генеральный секретарь ЦК КПСС                                                                                     |
| Давид Бродский       | Борис Зеленин |
| Армен Ананикян       | Тигран Петросян, советский шахматист, девятый чемпион мира                                                                        |
| Владимир Халтурин    | Борис Спасский, советский шахматист, десятый чемпион мира                                                                         |
| Александр Горелов    | Лев Полугаевский, советский шахматист                                                                                             |
| Пекка Странг         | Роберт Фишер, американский шахматист, одиннадцатый чемпион мира                                                                   |
| Юсефин Асплунд       | Паола, сожительница Виктора Корчного (прототип — Петра Лееверик)                                                                  |
| Джон Уоррен          | Реймонд Кин, английский шахматист, секундант Корчного                                                                             |
| Рейлли Костиган      | Майкл Стин, английский шахматист, секундант Корчного                                                                              |
| Николай Дроздовский  | парапсихолог Виктора Корчного (прототип — Владимир Бергинер)                                                                      |
| Марк Ноубл           | Лотар Шмид, немецкий гроссмейстер и шахматный арбитр, главный судья матча                                                         |
| Паскаль Дюрье        | Макс Эйве, нидерландский шахматист и функционер, пятый чемпион мира и президент ФИДЕ                                              |
| Данило Ланге         | Вольфганг Унцикер, немецкий шахматист                                                                                             |
| Дзунсукэ Киносита    | Флоренсио Кампоманес, вице-президент ФИДЕ                                                                                         |
| Александр Кан        | Фердинанд Маркос, президент Филиппин                                                                                              |
| Альянура Третьякова  | Имельда Маркос, жена президента Филиппин Фердинанда Маркоса                                                                       |
| Игорь Хрипунов       | Филиппов |

## Производство
Идея снять фильм о великом шахматном противостоянии 1978 года между Анатолием Карповым и Виктором Корчным появилась у режиссёра Алексея Сидорова более тридцати лет назад, но воплотить свою мечту в жизнь ему удалось только после того, как он поделился ей с продюсером Леонидом Верещагиным, который поверил в то, что эту историю об одном из самых некинематографических видов спорта можно захватывающе воссоздать на большом экране.
По словам Алексея Сидорова, в шахматы он играл мало, поэтому писать сценарий ему было сложно. В ходе работы над сценарием он изучил автобиографические книги «В далёком Багио» (1981) Анатолия Карпова и «Антишахматы. Записки злодея. Возвращение невозвращенца» (1992) Виктора Корчного, профильную литературу, а также советовался с самим гроссмейстером Карповым. И тем не менее, как отметил Сидоров, его картина — не об игре в шахматы: 

«Это фильм о судьбе, о предназначении, о принятии вызова, об ответственности, о ценности семьи. Это человечное кино».— Алексей Сидоров, автор сценария и режиссёр фильма «Чемпион мира», 22 декабря 2021 года.
9 апреля 2019 года фильм «Чемпион мира» вошёл в список 14 проектов 9 кинокомпаний-лидеров российского кинопроизводства, которые получат государственную финансовую поддержку от «Фонда кино».
Съёмки проходили с июля 2020 года по март 2021 года на Филиппинах, в Таиланде, Испании, Нидерландах, а также в Москве и Златоусте.

## Отзывы и оценки
Фильм «Чемпион мира» собрал преимущественно отрицательные отзывы критиков.
Резко негативные рецензии опубликовали «Фильм.ру», «Медуза», «Комсомольская правда», «Кино Mail.ru», «Новая газета», «Фонтанка.ру», «Север. Реалии».
Издания «Коммерсантъ», «Аргументы и факты» и «7 дней» оценили фильм как средний и невыдающийся.
Часть авторов отмечала идеологизированность картины и политическую пропаганду:

«Корчного в фильме открыто называют злодеем и предателем. Хабенский будто сошёл со страниц журнала „Крокодил“ образца 1970-х». — Антон Долин, латвийское интернет-издание «Медуза», 31 декабря 2021 года.

«Янковский вынужден играть очень правильного и слегка деревянного комсомольца».— Денис Корсаков, газета «Комсомольская правда», декабрь 2021 года.

«… режиссёру Сидорову попросту неинтересно снимать шахматы. Он переключается то на футбол (…), то на баскетбол (…), то на пляжную партию в картишки. Что касается передвижения фигур по доске, это скучное действие сопровождается то нелепой компьютерной графикой (…), то беспощадным рапидом, то другими визуальными кунштюками. Ведь на самом деле это кино вовсе не о шахматах, а о совсем другой войне — холодной, но ведущейся в российском патриотическом кино с не меньшим накалом, чем 43 года назад».— Юлия Шагельман, газета «Коммерсантъ», 29 декабря 2021 года.
О наличии в фильме многочисленных нестыковок и неточностей написал гроссмейстер Дмитрий Кряквин:

«В фильме присутствует парапсихолог Корчного господин Бергинер. Однако на самом деле Корчной вызвал его, чтобы противодействовать психологу и специалисту по физической подготовке Карпова Зухарю, который в картине вообще не показан, как и не освещён скандал с тем, как Анатолию Евгеньевичу во время игры приносили йогурт — это была одна из фишек советского штаба — так они планировали вывести из себя мнительного соперника».— Дмитрий Кряквин, интернет-портал «Чемпионат», 31 декабря 2021 года.
Продюсер Александр Роднянский посчитал, что авторы фильма заняли позицию советской пропаганды тех времен, которая всячески унижала Корчного и делала из него предателя и агента. И всячески поддерживала любимого чемпиона Брежнева Карпова. Ну и выбор актёров, вы же сами понимаете. Я ни в коем случае не хочу никого обижать, но Карпов — человек не безусловной внешности, со странным голосом. Его точно не может играть красавец Ваня Янковский. Янковский — герой совершенно другого романа.
Были и позитивные оценки:

«Если сериал „Ход королевы“ доказал, что продукция о шахматах может стать кинохитом, то „Чемпион мира“ возвёл это утверждение в статус аксиомы. Произошло это в том числе благодаря великолепной игре Ивана Янковского (Анатолий Карпов) и Константина Хабенского (Виктор Корчной). В какой-то момент противостояние их героев превращается в актёрскую дуэль, и зритель просто наслаждается этим напряжённым и самоироничным столкновением, абстрагируясь от прочей мишуры, в виде политических спекуляций и экстрасенсорики».— Денис Ступников, intermedia.ru, 25 декабря 2021 года.
Сам герой картины, экс-чемпион мира Анатолий Карпов, положительно оценил итог работы всей съёмочной группы, особо отметив высочайшее актёрское мастерство исполнителей главных ролей:

«В картине подобран блестящий состав актёров, и, как мне кажется, все справились со своей задачей. А она была весьма непроста — показать внутренний мир человека, который он во время партии как раз не раскрывает. У шахматиста и актёра совершенно противоположные задачи.

Цель гроссмейстера заключается в том, чтобы закрыть всю информацию и никому ничего не показывать. А у актёра, наоборот, — донести до зрителей внутренний мир шахматиста. Мне думается, что с этой непростой задачей актёры справились. Режиссёр и дирекция картины потрясающе поработали и создали замечательную команду».— Анатолий Карпов, РИА «Новости Спорт», 29 января 2022 года.

## Премии
- 2023 — победа в пяти из 12 номинаций кинопремии «Золотой орёл»[37][38]:
  - Лучший фильм
  - Лучшая режиссёрская работа
  - Лучшая мужская роль в кино
  - Лучшая операторская работа
  - Лучшая музыка к фильму
- 2023 — приз II Национальной премии интернет-контента ИРИ в категории «Лучший фильм»[39]